# Аква Долче (Таранто)
Аква Долче (итал. Acqua Dolce) је насеље у Италији у округу Таранто, региону Апулија.
Према процени из 2011. у насељу је живело 128 становника. Насеље се налази на надморској висини од 10 м.